# ハンドボール選手一覧
ハンドボール選手一覧（ハンドボールせんしゅいちらん） : ハンドボール選手の、姓の五十音順の一覧。
| 目次 | 目次 | 目次 | 目次 | 目次 | 目次 | 目次 | 目次 | 目次 | 目次 | 目次 |
| ---- | ---- | ---- | ---- | ---- | ---- | ---- | ---- | ---- | ---- | ---- |
| わ   | ら   | や   | ま   | は   |      | な   | た   | さ   | か   | あ   |
|      | り   |      | み   | ひ   |      | に   | ち   | し   | き   | い   |
| を   | る   | ゆ   | む   | ふ   |      | ぬ   | つ   | す   | く   | う   |
|      | れ   |      | め   | へ   |      | ね   | て   | せ   | け   | え   |
| ん   | ろ   | よ   | も   | ほ   |      | の   | と   | そ   | こ   | お   |

## あ行

### あ
- 相澤莉乃
- 青戸あかね
- 東江太輝
- 東江雄斗
- フレン・アギナガルデ
- 秋山なつみ
- 東俊介
- クリスチャン・アスムッセン
- ケル・アナスン
- スティーファニ・アナスン
- ソフィーイ・ベク・アナスン
- リュック・アバロ
- 安倍千夏
- 安倍竜之介
- 網谷涼子
- 東濱裕子
- ダイバ・アレクサンドラビチューテ
- 安齋早紀
- アルネ・アンデルセン
- ソーレン・アンデルセン
- ラッセ・アンデルセン

### い
- 李才佑
- 李美京
- サーラ・イーヴァスン
- レゲ・イーヴァスン
- 飯塚美沙希
- 池ノ上孝司
- 池原綾香
- 池辺大貴
- 石川出
- 石川紗衣
- 石黒将之
- 伊地知美姫
- 石塚正人
- 石戸貴章
- 石橋龍
- 石井優花
- 石立真悠子
- 石野実加子
- 伊舎堂博武
- 泉幸歩
- 板野陽
- 市原則之
- 猪妻正活
- 伊藤亜衣美
- 井藤英忠
- 稲毛隆人
- 鰍場雅予
- 今村彰伸
- 入谷泰成
- カスパー・イルミン・アンデルセン
- 岩崎成美
- 岩下祐太
- 岩永生
- 岩渕いくみ
- 岩見佳音
- 岩本真典

### う
- 植垣暁恵
- 植垣健人
- 植垣貴志
- 植木宏和
- オレグ・ヴェリキー
- 牛山悠衣
- トリーネ・ウスタゴー
- 内田武志
- 内海祐輔
- 宇野史織
- 楳木武士
- 浦和克行
- ローランド・ウリオス
- イニャキ・ウルダンガリン

### え
- アナス・エガト
- 江藤美佳
- 江藤類
- ヨーナス・エルネリンド
- ティモテ・エンゲサン
- 遠藤優
- ラウル・エントレリオス

### お
- アナ・ソフィーイ・オーケルス
- 大城章
- 太田芳文
- 大橋慶
- 大橋隆之
- 大畑孝広
- 大山真奈
- 小賀野龍也
- 岡松正剛
- 岡本大亮
- 岡元竜生
- 荻原良太
- 桶谷英則
- 尾﨑佳奈
- 小澤広太
- 小澤基
- ナジア・オッフンダル
- 小野澤香理 (中村香理)
- ティエリー・オメイエール

## か行

### か
- 甲斐昭人
- 海道衛秀
- 香川壮次郎
- 香川将之
- 笠原有紗
- 笠原謙哉
- 梶原晃
- 加須屋朝緋
- 勝連智恵
- 加藤嵩士
- 加藤夕貴
- 加藤優斗
- 門谷舞
- 門山哲也
- 金山桃歌
- 我如古龍生
- 鎌倉絵美子
- 上町史織
- 神谷怜名
- 亀谷さくら (サクラ・ハウゲ)
- 蒲生晴明
- 茅場清
- ニコラ・カラバティッチ
- ルカ・カラバティッチ
- マテオ・ガラルダ
- 川﨑美穂
- 河嶋英里
- 川島悠太郎
- 河田知美
- 川端勝茂
- 川俣ゆかり
- 川村杏奈

### き
- 木切倉真一
- ミカエル・ギグー
- 岸川英誉
- 岸本栞奈
- 北詰明未
- 北原佑美
- 木野実
- 儀間晴香
- 金恩恵
- 金茶榮
- 金東喆
- 金明恵
- 木村有沙
- 木村昌丈
- 木村祐介

### く
- 權根慧
- 櫛田亮介
- 久保慶悟
- 久保侑生
- 久保龍太郎
- 熊谷昂
- ロズヴィータ・クラウゼ
- 蔵田照美
- ヤーニック・グリーン
- マッツ・クリスチャンセン
- ラース・クリスチャンセン
- アンダース・クリステンセン
- カミラ・クリステンセン
- モアテン・スティ・クリステンセン
- クヌーズ・クリストフェルセン
- ソランジュ・クリンカ
- ヤアアン・グルーバー
- イヴァー・グルンネット
- ニコラス・クレア
- ヤコプ・グレーン・イェンスン
- マルクス・クレベリー

### け
- ホルスト・ケスラー
- クリスチャン・ゲッセン
- ウーヴェ・ゲンスハイマー

### こ
- アクターナ・コイッツマン
- 高智海吏
- 小塩豪紀
- 小舘美紀
- 後藤悟
- 小峰大知
- 小室大地
- 子安貴之
- 小山哲也
- ロドリゴ・コラレス
- 近藤保乃佳
- 近藤万春

## さ行

### さ
- 犀藤菜穂
- 斎藤大生
- 佐伯綾香
- 酒井翔一朗
- 坂井幹
- 酒巻清治
- 佐久川かおり
- 佐久川ひとみ
- 佐々木春乃
- 佐々木亮輔
- 佐藤智仁
- 佐藤草太
- 佐藤一実
- 佐藤良彦
- 佐藤立盛
- 佐原奈生子
- ターパイ・サビナ

### し
- ヴァンサン・ジェラール
- 塩田沙代
- 志賀良弘
- 志慶真龍我
- ダグル・シグルドソン
- セルゲイ・ジザ
- 信太弘樹
- 柴山裕貴博
- 地引貴志
- 渋谷優衣
- 志水孝行
- 清水博之
- ディエゴ・シモネット
- 下野隆雄
- ピーター・シュマイケル
- イェーネ・シュマガ
- 庄子直志
- 亟々知佳
- ギヨーム・ジョリ
- 白石さと
- 新城明奈
- 陣野瞳

### す
- 末松誠
- 菅野純平
- 杉岡尚樹
- 杉本翔
- 杉山拓也
- 助安功成
- 須坂佳祐
- 鈴木愛梨
- 鈴木沙弥香
- 鈴木理紗
- 鈴木済
- ルカ・ステパンチッチ
- 角南果帆
- 角南唯
- 角屋里帆

### せ
- 清家卓也
- 関口勝志
- 関澤あすか

### そ
- 園田麻乃
- スーサン・ソルスガー
- セドリック・ソルハインド

## た行

### た
- アンダース・ダール＝ニールセン
- 高木エレナ (山根エレナ)
- 高木尚
- 高久誠司
- 高杉桃加
- 髙宮咲
- 高山智恵
- 瀧澤尚也
- 瀧澤瞳子
- 武田享
- 竹原千賀
- 田口舞
- 多田仁美
- 田中圭
- 田中茂
- 田中大介
- 田中大斗
- 田中美音子
- 田中雄大
- 棚原良
- 田邉夕貴
- 谷華花
- 谷村遼太
- 田場裕也
- 玉井宏章
- 玉川裕康
- 玉城慶也
- 玉村健次
- ミカエル・ダムゴー
- 田村卓大
- 田村美沙紀
- クリスチャン・ダルモーセ
- 團玲伊奈

### ち
- 近森克彦
- 千々波英明
- 趙顯章
- 趙範衍

### つ
- 津川昭
- 堤一之
- 堤由貴
- 津波古駿介
- 津屋大将
- 津山弘巳
- 津山弘也

### て
- プレドラグ・ティムコ
- 出村直嗣
- シリル・デュムラン
- 寺田三友紀

### と
- 土井杏利 (レミイ・フートリエ)
- 時村浩幹
- 徳田新之介
- 徳永千紘
- アラン・トフト・ハンセン
- レネ・トフト・ハンセン
- 斗米菜月
- 冨永直斗
- 友兼尚也
- 友野優子
- 豊田賢治
- メッテ・トランボルク

## な行

### な
- 中浦成崇
- 中尾俊介
- 中川善雄
- 中島沙里奈
- 永島英明
- 永田しおり
- 中田夏海
- 永田美香
- 永塚梓
- 中西麻由香
- 長野かづさ
- 中村匠
- 中村桃子
- ナジ・ラースロー
- 梨原靖夫
- 夏山陽平
- 成田幸平

### に
- 新名亮介
- 荷川取義浩
- 錦織新
- 西出克巳
- 西笛里奈
- 西山清
- 西山尚希
- 仁平昌利

### の
- 野口智秀
- 野田祐希
- 野田口相玉
- 野村浩輝
- 野村喜亮

## は行

### は
- カテリーネ・ハインデール
- ベルト・バウワー
- 朴重奎
- 朴永吉
- 橋本明雄
- 橋本千里
- 橋本南
- 服部沙紀
- 服部秀人
- 馬場敦子
- 馬場佑貴
- シモン・ハマー
- 濱口直大
- 早川清孝
- 林美里
- 早船愛子
- 原健也
- 原希美
- 原田一沙
- 原田大夢
- イヴァノ・バリッチ
- ピーター・バリン
- スィモン・ハル
- サラ・ハルド
- イェデ・ハンスン
- フレミング・ハンスン
- リーア・ハンスン
- ミケル・ハンセン
- 半田信吾

### ひ
- モルテン・ビエル
- 東直明
- 東佑三
- 東長濱秀作
- 東長濱秀希
- 樋川卓
- 樋口睦
- 飛田季実子
- 檜木祐穂
- ミー・ヒュイルント
- 平子健人
- 平子卓人
- 平田ほのか
- 平野麻綾
- 廣瀬騎優

### ふ
- 黄慶泳
- カミラ・ファンゲル
- フレデリク・ブーン
- ミカエル・フェンガー
- 深田彩加
- 福井亜由美
- 福井美樹
- 福田丈
- 藤勢流
- 藤井紫緒
- 藤井保奈美
- 藤江恭輔
- 藤坂知輝
- 藤田明日香
- 藤田聖史
- 藤田東吾
- 藤田遥香
- 藤戸量介
- 藤本純季
- 藤山岳士
- リホ・ブルーノ・ブラマニス
- セバスチャン・フランセン
- ヨルゲン・フランセン
- カトリーヌ・フリュールント
- ミカエル・フリュールント
- ミカエル・ブルーン
- 古川麻衣子
- 古屋悠生
- クラウス・フロム

### へ
- 裵珉姫
- マーティン・ベア
- ヤコブ・ベアステ
- 部井久アダム勇樹
- 白元喆
- ミカエル・ヨーン・ベル
- ゴンサロ・ペレス・デ・バルガス
- アンドレーア・ヴェスト・ベントスン

### ほ
- セーアン・ホーウン
- ラッセ・ボーセン
- 星島一太
- 穂積豊彦
- 細江みづき
- ラース・ボック
- オレグ・ホドコフ
- 堀広輝
- 堀川真奈
- ヴァロンタン・ポルト
- ヨアキム・ボルトセン
- ハイノ・ホルム
- 本田大三郎
- スタイン・ボンデ

## ま行

### ま
- 前田亮介
- 巻加理奈
- 牧山仁志
- 松浦侑加
- 松尾祐依
- 眞継麻礼
- 松澤杏奈
- 松信亮平
- 松村杏里
- 松本賢
- 松本崇聖
- 松本ひかる
- 松本雅史
- スサンネ・マドセン
- ザルコ・マルコビッチ
- 万谷由衣

### み
- 水田亜莉沙
- 水谷雪菜
- 水野裕紀
- 水町孝太郎
- 三田未稀
- 三橋未来
- 三村裕幸
- 宮川裕美
- 宮國央芽
- 宮﨑大輔
- 宮下美里

### む
- 武藤崇之
- 村上秀行
- 村上凌太
- 連基徳
- 村田貴世
- 村松沙耶
- 村山裕次

### め
- 銘苅淳
- ディカ・メム

### も
- 望月さやか
- 元木博紀
- 森淳
- 森優稀
- 森下純弘
- 森本方乃香
- 諸岡世奈

## や行

### や
- 矢崎貴子
- 安田絢恵
- 安平拓馬
- 康本侃司
- 八十島智美
- 矢田路人
- 柳匠郎
- 柳雄大
- 山口絵梨香
- 山下真里奈
- 山田永子
- 山田隼也
- 山根楓
- 山野由美子
- 山本伸二

### ゆ
- 尹京信
- 尹時烈

### よ
- 横嶋彩
- 横嶋かおる
- 横嶋遥
- 吉田耕平
- 吉田翔太
- 吉田雄貴
- 吉田起子
- 吉野樹
- スタイン・ヨルゲンセン

## ら行

### り
- バレロ・リベラ・フォルチ
- イビツァ・リマニッチ

### る
- ルイース・ルクスボー

### れ
- ネディム・レミリ

### ろ
- ウーゴ・ロペス
- イケル・ロメロ

## わ行

### わ
- 若松里佳
- 綿引彩恵
- 渡辺綾菜
- 渡部仁